# إسبيرانزا غيرون
إسبيرانزا غيرون (بالإسبانية: Esperanza Girón) هي عداءة سريعة مكسيكية، ولدت في 28 ديسمبر 1947.

## وصلات خارجية
- إسبيرانزا غيرون على موقع أوليمبيديا (الإنجليزية)